# Akebono (cacciatorpediniere)
L'Akebono (曙? lett. "Principio dell'alba") è stato un cacciatorpediniere della Marina imperiale giapponese, diciassettesima unità appartenente alla classe Fubuki. Fu varato nel novembre 1930 dal cantiere di Fujinagata.
Appartenente alla 7ª Divisione, nei primi mesi di ostilità nel Pacifico fu posto a difesa di alcuni incrociatori pesanti ed ebbe parte nella seconda battaglia del Mare di Giava; spostatosi a Truk, fu presente alla battaglia del Mar dei Coralli (4-8 maggio 1942) e poi marginalmente alla battaglia delle Midway (4-6 giugno). A partire dall'estate ricevette principalmente incarichi di vigilanza a portaerei e portaerei di scorta che si spostavano tra i principali porti giapponesi e le basi d'oltreoceano di Truk, Singapore, Soerabaja: l'attività, ripetitiva e monotona, lo tenne impegnato per tutto il 1943. A partire dal 1944, trasferito alla 5ª Flotta, completò alcune missioni di trasporto truppe e di difesa di convogli prima di spostarsi a Ominato, da dove effettuò pattugliamenti regolari. In estate si portò a Kure, fu dotato di copioso armamento contraereo e inviato nelle Filippine con il resto della 5ª Flotta: con essa partecipò alla battaglia del Golfo di Leyte. Rimasto illeso, fece scalo a Manila nella cui rada, a inizio novembre, fu gravemente danneggiato alle macchine durante un'incursione aerea. Affondò il 14 novembre nell'arsenale di Cavite, dopo essere stato centrato da altre bombe e rovesciato dallo scoppio del cacciatorpediniere Akishimo, ancorato di fianco.

## Servizio operativo

### Costruzione
Il cacciatorpediniere Akebono fu ordinato nell'anno fiscale edito dal governo giapponese nel 1927. La sua chiglia fu impostata nel cantiere navale di Fujinagata a Osaka il 25 ottobre 1929 e il varo avvenne il 7 novembre 1930; fu completato il 31 luglio 1931. La nave formò con il Sazanami e l'Ushio la 7ª Divisione, assegnata direttamente alla scorta della 1ª Divisione portaerei (Akagi, Kaga) che, nell'aprile 1941, fu aggregata con altre quattro portaerei e naviglio pesante nella 1ª Flotta aerea.

### 1941-1942
Tra 1940 e 1941 l'Akebono passò agli ordini del capitano di corvetta Minoru Nakagawa. Il 1º dicembre 1941, in esercitazione, riportò danni a una delle eliche e perciò non poté partecipare al bombardamento dell'atollo di Midway, piccola operazione accessoria all'attacco di Pearl Harbor. Riparato, il 12 gennaio 1942 seguì il resto della 7ª Divisione, assieme ai cacciatorpediniere Ariake e Yugure, nel viaggio di scorta alle portaerei Hiryu e Soryu che da Hashirajima si spostarono alle isole Palau (17 gennaio). Due giorni più tardi l'Akebono fu inviato a rinforzare la squadra d'appoggio per lo sbarco a Kendari: completato l'attacco, tornò indietro, si riunì ai cacciatorpediniere gemelli a Davao (Filippine) il 25 gennaio e dal 29 fu in mare come scorta ravvicinata agli incrociatori pesanti Haguro e Nachi, a loro volta incaricati di proteggere a distanza gli assalti anfibi su Ambon, Makassar, Timor. Il 25 febbraio fece sosta nell'appena occupata Makassar e il 1º marzo ebbe una parte importante nella seconda battaglia del Mare di Giava, dando il colpo di grazia all'incrociatore pesante HMS Exeter assieme al cacciatorpediniere Inazuma. Il 12 marzo l'Akebono e il resto della divisione presero in consegna un gruppo di convogli che da Bali fece tappa al Golfo di Lingayen e all'Isola di Formosa prima di giungere a Yokosuka il 25: qui i cacciatorpediniere furono revisionati e, il 10 aprile, trasferiti alla 10ª Squadriglia della 1ª Flotta aerea. Il 23 aprile l'Akebono e l'Ushio scortarono la 5ª Divisione incrociatori (Myoko, Haguro) sino alla base aeronavale di Truk (27 aprile), dove furono aggregati alla scorta delle due portaerei Shokaku e Zuikaku, partecipando dunque alla battaglia del Mar dei Coralli (4-8 maggio) senza subire danni. L'Akebono rimase poi, assieme al gemello, di scorta alla Zuikaku impegnata in una vana ricerca di naviglio nemico da finire, quindi la riaccompagnò a Truk entro il 15 maggio e, da qui, sino a Kure per ripianare le perdite subite dai gruppi imbarcati. Raggiunta la città il 21, la 7ª Divisione fu distaccata provvisoriamente e passata alla 5ª Flotta: più precisamente rimase di guardia alle due portaerei leggere Ryujo e Junyo che condussero alcuni raid contro le installazioni di Dutch Harbor nella fase d'apertura della battaglia delle Midway (4-6 giugno). Rientrato in patria a fine giugno dopo la sconfitta della Marina imperiale, l'Akebono rimase in bacino di carenaggio a Yokosuka dal 6 al 20 luglio; in questo periodo la 7ª Divisione fu posta alle dirette dipendenze del quartier generale della Flotta Combinata.
Il 17 agosto l'Akebono e il resto della divisione lasciarono Kure, dove si erano spostati, e accompagnarono la nave da battaglia Yamato e la portaerei di scorta Taiyo verso Truk; durante il viaggio l'Akebono fu assegnato alla difesa della sola portaerei, che dirottò per l'atollo di Maloelap, vi scaricò un gruppo di velivoli e quindi arrivò a Truk il 4 settembre. Per il resto del mese l'Akebono rimase sempre a fianco della Taiyo, impegnata in una crociera per ridislocare o recare apparecchi, munizioni e altro materiale che toccò le isole Palau, Davao e la base militare di Kavieng. Dal 4 al 16 ottobre collaborò con il gemello Ushio nella protezione della portaerei di scorta Unyo, che salpò da Truk, sostò alcuni giorni a Yokosuka e rientrò quindi alla rada atollina; una seconda missione di questo tipo si svolse senza incidenti tra il 17 ottobre e il 2 novembre, durante la quale l'Akebono passò al comando del capitano di corvetta Kōhei Hanami mentre si trovava a Yokosuka. Sempre assieme all'Ushio, l'unità completò altri tre incarichi di scorta alla Unyo: il primo tra il 3 e il 21 novembre (viaggio da Truk a Davao con ritorno), il secondo dal 24 novembre al 13 dicembre (viaggio da Truk a Soerabaja e Balikpapan con ritorno), il terzo dal 17 dicembre al 3 gennaio 1943 (stesso itinerario del precedente).

### 1943
Il 5 gennaio 1943 l'Akebono, seguito dall'Ushio, scortò la portaerei Unyo da Truk a Yokosuka e qui rimase per un mese circa sotto revisione e manutenzione; i lavori riguardarono anche l'aggiunta di un impianto binato con mitragliatrici Type 93 da 13,2 mm, che fu sistemato dinanzi alla plancia su un apposito ballatoio. Il 1º febbraio l'Akebono, i cacciatorpediniere gregari e l'Hibiki furono assegnati alla difesa delle due portaerei di scorta Taiyo e Unyo, che completarono due viaggi da Yokosuka a Truk con ritorno per la metà di marzo. Il 20 del mese i soli Akebono e Ushio accompagnarono la Unyo nella terza traversata, terminata il 10 aprile. Ritornato da solo a Yokosuka, la lasciò il 1º maggio di scorta alla Taiyo che fece tappa a Manila e Soerabaja prima di deporre il proprio carico a Singapore, dove l'Akebono ebbe un nuovo comandante nella persona del capitano di corvetta Ietaka Inuzuka; quindi la accompagnò sino a Sasebo, raggiunta il 29 maggio. L'Akebono proseguì sino a Yokosuka, dove si riunì all'Ushio: le due unità salparono il 16 giugno con destinazione Truk (nel quadro di un vasto ridispiegamento di forze navali) poste di guardia alla Chuyo e alla Unyo che però ritornarono presto al punto di partenza (2 luglio). Quattro giorni dopo l'Akebono e l'Ushio dovettero accompagnare la Unyo a Truk, toccata il 16, poi tra il 19 e il 24 , affiancati dal cacciatorpediniere Umikaze, vigilarono sul rientro della Chuyo, Unyo e Ryuho a Yokosuka; quindi dalla fine di luglio alla prima decade di settembre fu sempre a fianco della Unyo durante i suoi viaggi tra Yokosuka e Truk, coadiuvato dai cacciatorpediniere Ushio, Shiratsuyu, Maikaze e Nowaki. Il 12 settembre l'Akebono rientrò a Yokosuka e qui rimase per un mese circa in revisione, rimpiazzando inoltre le Type 93 davanti al ponte con un'installazione binata armata con cannoni Type 96 da 25 mm L/60.
Tornato operativo, l'Akebono viaggiò dal 13 al 19 ottobre scortando la Unyo sino a Truk, dove essa operò a fianco della 2ª e 3ª Flotta in sterili manovre, quindi il 31 accompagnò le portaerei Junyo, Unyo, le navi da battaglia Yamashiro e Ise e l'incrociatore pesante Tone sino a Kure (6 novembre), affiancato dai cacciatorpediniere Tanikaze, Suzukaze, Umikaze. Proseguì dunque per Yokosuka, si riunì ai gregari della 7ª Divisione e scortò le portaerei Zuiho, Chuyo, Unyo sino a Truk, dove rimasero dal 21 al 29 novembre; il giorno seguente fu intrapreso il viaggio inverso, al quale si unì l'incrociatore pesante Maya e che si concluse il 5 dicembre dopo la perdita della Chuyo. Con il Sazanami, l'Akebono ripeté la missione tra il 12 e il 17 (solo la Unyo si portò a Truk), poi verso la fine del mese i due cacciatorpediniere si spostarono alla base di Rabaul: assieme ad altre nove unità similari caricarono in complesso 635 uomini, 380 tonnellate di rifornimenti e il 26 dicembre le recarono a Qavuvu, a est della penisola di Willaumez (Nuova Britannia). La missione fu ripetuta con successo il 30.

### 1944 e l'affondamento
Il 1º gennaio 1944 la 7ª Divisione passò alle dipendenze della 1ª Squadriglia, 5ª Flotta operante nelle acque settentrionali dell'Impero giapponese. Tra il 12 e il 17 l'Akebono lasciò Rabaul con il gemello per incontrare un convoglio di petroliere e accompagnarlo nella tratta finale per Truk: la missione riuscì ma il Sazanami rimase vittima di un sommergibile statunitense e l'Akebono raccolse gli 89 naufraghi. Dopo aver soccorso la petroliera Irako, gravemente danneggiata poco fuori Truk, il 25 gennaio salpò con rotta su Saipan, dove prese in carico la danneggiata Unyo che scortò sino a Yokosuka prima di fermarsi alla vicina Yokohama, dove operava un cantiere navale gestito dalla Mitsubishi. Qui la torre poppiera sopraelevata fu rimossa per fare spazio a due impianti tripli di cannoni Type 96, due identiche installazioni furono sistemate su una piattaforma aggiunta tra gli affusti di lanciasiluri e, infine, all'albero tripode di prua fu assicurato un radar Type 22 per la ricerca di bersagli di superficie. Sul ponte di comando fu invece implementato un apparato di intercettazione di onde radio. Portatosi entro l'8 aprile alla base militare di Ominato, l'Akebono intraprese un regolare servizio di pattugliamento anti-sommergibile e vigilanza. Revisionato di nuovo a cavallo tra maggio e giugno a Otaru, il 19 assunse la scorta degli incrociatori pesanti Nachi e Ashigara che fecero una sosta a Yokosuka e poi tornarono il 1º luglio a Ominato. Alla fine del mese li accompagnò a Kure, ove fu nuovamente oggetto di modifiche tra il 12 e il 22 agosto: un totale di ben quindici Type 96 e quattro mitragliatrici Type 93, tutte armi su affusto individuale, fu distribuito lungo la poppa e sul castello di prua. L'albero di maestra fu dotato di un radar Type 13 per il tracciamento di bersagli aerei.
Non è noto il servizio reso dall'Akebono in settembre. Il 14 ottobre lasciò Kure con i due incrociatori, fece tappa alle isole Amami Ōshima e alla base di Mako, ove il comando passò al capitano di corvetta Shirō Yoda. Le unità approdarono a Coron (Palawan) il 23 e si unirono alla 5ª Flotta del viceammiraglio Kiyohide Shima in transito, una delle pedine del complesso piano giapponese Shō-Gō 1 per scongiurare l'invasione delle Filippine mediante il ricorso a tutte le forze di superficie rimaste alla marina. L'Akebono fu perciò presente alla seconda parte della tragica battaglia dello Stretto di Surigao; non sparò un colpo contro navi nemiche ma prestò soccorso, la mattina del 25 ottobre, all'incrociatore pesante Mogami: trasse in salvo 700 membri dell'equipaggio e mandò a fondo lo scafo con i siluri. Il giorno seguente raggiunse Manila e fece sbarcare i passeggeri, allo scopo di poter partecipare al secondo viaggio dell'operazione TA (1º-2 novembre), vale a dire l'importante flusso di rifornimenti via mare alla 35ª Armata, impegnata in battaglia su Leyte. Tornò a Manila e qui rimase coinvolto in una serie di quattro pesanti raid, lanciati dalla Terza Flotta statunitense; nel primo pomeriggio si affiancò infatti al Nachi, gravemente colpito da diversi siluri, e fu a sua volta centrato. Con le macchine distrutte, dovette essere rimorchiato dall'Ushio sino all'arsenale di Cavite e ormeggiato a uno dei moli, accanto al cacciatorpediniere Akishimo (14°35′N 120°55′E): si trovava ancora lì quando il 13 novembre si verificò un'altra incursione americana e fu incendiato da alcune bombe scoppiate a bordo. L'equipaggio, che fino allora aveva lamentato 48 morti e 43 feriti, abbandonò l'Akebono che il 14 fu scosso dall'esplosione dell'Akishimo, si capovolse e toccò il basso fondale con le sovrastrutture. Tra i sopravvissuti vi furono sia il capitano Yoda, sia il comandante della 7ª Divisione capitano di vascello Jūichi Iwagami.
Il 10 gennaio 1945 l'Akebono fu radiato d'ufficio dai registri della Marina.